# Advantage Cars Prague Open 2023
Die Advantage Cars Prague Open 2023 waren ein Tennisturnier der ITF Women’s World Tennis Tour 2023 für Damen und ein Tennisturnier der ATP Challenger Tour 2023 für Herren in Prag. Die Turniere fanden parallel vom 1. bis 7. Mai 2023 statt.